# Shudy Camps
Shudy Camps – wieś i civil parish w Anglii, w Cambridgeshire, w dystrykcie South Cambridgeshire. W 2011 civil parish liczyła 338 mieszkańców.